# Élections cantonales de 1992 dans l'Ardèche
Les élections cantonales ont eu lieu les 22 et 29 mars 1992.
Lors de ces élections, 16 des 33 cantons de l'Ardèche ont été renouvelés. Elles ont vu la reconduction de la majorité UDF dirigée par Henri Torre, président du conseil général depuis 1979.

## Résultats à l’échelle du département
Répartition départementale des résultats (2e tour).
- PS (32,17 %)
- Majorité (10,6 %)
- RPR (25,38 %)
- UDF (18,85 %)
- DVD (13 %)

| Étiquette      | Étiquette                          | Premier tour | Premier tour | Second tour | Second tour | Sièges |
| Étiquette      | Étiquette                          | Voix         | %            | Voix        | %           | Sièges |
| -------------- | ---------------------------------- | ------------ | ------------ | ----------- | ----------- | ------ |
|                | Parti socialiste                   | 11 987       | 19,17        | 13 728      | 32,17       | 1      |
|                | Parti communiste français          | 6 154        | 9,84         |             |             |        |
|                | Majorité présidentielle            | 3 894        | 6,23         | 4 522       | 10,60       | 2      |
| Gauche         | Gauche                             | 22 035       | 35,24        | 18 250      | 42,77       | 3      |
|                |                                    |              |              |             |             |        |
|                | Rassemblement pour la République   | 11 195       | 17,91        | 10 828      | 25,38       | 7      |
|                | Divers droite                      | 10 354       | 16,56        | 5 547       | 13,00       | 4      |
|                | Union pour la démocratie française | 7 572        | 12,11        | 8 042       | 18,85       | 2      |
|                | Front national                     | 5 849        | 9,36         |             |             |        |
| Droite         | Droite                             | 34 970       | 55,94        | 24 417      | 57,23       | 13     |
|                |                                    |              |              |             |             |        |
|                | Les Verts                          | 4 823        | 7,71         |             |             |        |
|                | Génération écologie                | 690          | 1,10         |             |             |        |
| Écologistes    | Écologistes                        | 5 513        | 8,81         |             |             |        |
|                |                                    |              |              |             |             |        |
| Inscrits       | Inscrits                           | 91 987       | 100,00       | 73 906      | 100,00      |        |
| Abstention     | Abstention                         | 25 908       | 28,15        | 27 158      | 36,75       |        |
| Votants        | Votants                            | 66 079       | 71,84        | 46 748      | 63,25       |        |
| Blancs et nuls | Blancs et nuls                     | 3 561        | 5,39         | 4 081       | 8,73        |        |
| Exprimés       | Exprimés                           | 62 518       | 94,61        | 42 667      | 91,27       |        |

## Résultats par canton

### Canton d'Annonay-Nord
| Candidats      | Candidats          | Étiquette      | Premier tour | Premier tour | Second tour | Second tour |
| Candidats      | Candidats          | Étiquette      | Voix         | %            | Voix        | %           |
| -------------- | ------------------ | -------------- | ------------ | ------------ | ----------- | ----------- |
|                | Dominique Chambon* | UDF            | 3 558        | 44,54        | 3 911       | 63,85       |
|                | Marcel Nodin       | PS             | 1 465        | 18,34        | 2 214       | 36,15       |
|                | Pascal de Blic     | Verts          | 1 197        | 14,98        |             |             |
|                | Monique Van Daele  | FN             | 1 033        | 12,93        |             |             |
|                | Georges Cattel     | PCF            | 736          | 9,21         |             |             |
|                |                    |                |              |              |             |             |
| Inscrits       | Inscrits           | Inscrits       | 12 435       | 100,00       | 12 435      | 100,00      |
| Abstention     | Abstention         | Abstention     | 3 937        | 31,66        | 5 516       | 44,36       |
| Votants        | Votants            | Votants        | 8 498        | 68,34        | 6 919       | 55,64       |
| Blancs et nuls | Blancs et nuls     | Blancs et nuls | 509          | 5,99         | 794         | 11,48       |
| Exprimés       | Exprimés           | Exprimés       | 7 989        | 94,01        | 6 125       | 88,52       |

*sortant

### Canton d'Annonay-Sud
| Candidats      | Candidats          | Étiquette      | Premier tour | Premier tour | Second tour | Second tour |
| Candidats      | Candidats          | Étiquette      | Voix         | %            | Voix        | %           |
| -------------- | ------------------ | -------------- | ------------ | ------------ | ----------- | ----------- |
|                | Claude Faure       | RPR            | 3 036        | 47,43        | 3 436       | 67,15       |
|                | Catherine Guidi    | PS             | 1 060        | 16,56        | 1 681       | 32,85       |
|                | Sylviane Poulenard | Verts          | 914          | 14,28        | Retrait     | Retrait     |
|                | Philippe Arnaud    | FN             | 897          | 14,01        |             |             |
|                | Patrick Belghit    | PCF            | 494          | 7,72         |             |             |
|                |                    |                |              |              |             |             |
| Inscrits       | Inscrits           | Inscrits       | 10 071       | 100,00       | 10 071      | 100,00      |
| Abstention     | Abstention         | Abstention     | 3 256        | 32,33        | 4 465       | 44,34       |
| Votants        | Votants            | Votants        | 6 815        | 67,67        | 5 606       | 55,66       |
| Blancs et nuls | Blancs et nuls     | Blancs et nuls | 414          | 6,07         | 489         | 8,72        |
| Exprimés       | Exprimés           | Exprimés       | 6 401        | 93,93        | 5 117       | 91,28       |

### Canton d'Antraigues-sur-Volane
| Candidats      | Candidats        | Étiquette      | Premier tour | Premier tour |
| Candidats      | Candidats        | Étiquette      | Voix         | %            |
| -------------- | ---------------- | -------------- | ------------ | ------------ |
|                | Michel Teston*   | PS             | 985          | 55,27        |
|                | Andre Gleize     | PCF            | 285          | 15,99        |
|                | Gilbert Simond   | DVD            | 267          | 14,98        |
|                | Thierry Arsac    | FN             | 131          | 7,35         |
|                | Pierre Courouble | Verts          | 114          | 6,40         |
|                |                  |                |              |              |
| Inscrits       | Inscrits         | Inscrits       | 2 424        | 100,00       |
| Abstention     | Abstention       | Abstention     | 569          | 23,47        |
| Votants        | Votants          | Votants        | 1 855        | 76,53        |
| Blancs et nuls | Blancs et nuls   | Blancs et nuls | 73           | 3,94         |
| Exprimés       | Exprimés         | Exprimés       | 1 782        | 96,06        |

*sortant

### Canton du Cheylard
| Candidats      | Candidats        | Étiquette      | Premier tour | Premier tour | Second tour | Second tour |
| Candidats      | Candidats        | Étiquette      | Voix         | %            | Voix        | %           |
| -------------- | ---------------- | -------------- | ------------ | ------------ | ----------- | ----------- |
|                | Jacques Chabal   | RPR            | 1 312        | 33,98        | 1 834       | 51,23       |
|                | Clovis Charre*   | DVD            | 975          | 25,25        | 1 746       | 48,77       |
|                | Brigitte Chaneac | PS             | 493          | 12,77        |             |             |
|                | Roger Dugua      | DVD            | 455          | 11,78        |             |             |
|                | Yves Blachier    | PCF            | 316          | 8,18         |             |             |
|                | Paul André       | FN             | 170          | 4,40         |             |             |
|                | Michel Riou      | GE             | 140          | 3,63         |             |             |
|                |                  |                |              |              |             |             |
| Inscrits       | Inscrits         | Inscrits       | 5 501        | 100,00       | 5 501       | 100,00      |
| Abstention     | Abstention       | Abstention     | 1 427        | 25,94        | 1 614       | 29,34       |
| Votants        | Votants          | Votants        | 4 074        | 74,06        | 3 887       | 70,66       |
| Blancs et nuls | Blancs et nuls   | Blancs et nuls | 213          | 5,23         | 307         | 7,90        |
| Exprimés       | Exprimés         | Exprimés       | 3 861        | 94,77        | 3 580       | 92,10       |

*sortant

### Canton de Joyeuse
| Candidats      | Candidats             | Étiquette      | Premier tour | Premier tour | Second tour | Second tour |
| Candidats      | Candidats             | Étiquette      | Voix         | %            | Voix        | %           |
| -------------- | --------------------- | -------------- | ------------ | ------------ | ----------- | ----------- |
|                | Jacques Guilhaumon*   | DVD            | 2 145        | 49,55        | 2 342       | 58,76       |
|                | Michel Beaussier      | PS             | 1 204        | 27,81        | 1 644       | 41,24       |
|                | Michèle Bard Descours | GE             | 390          | 9,01         |             |             |
|                | Gérard Launay         | FN             | 321          | 7,42         |             |             |
|                | René Verilhac         | PCF            | 269          | 6,21         |             |             |
|                |                       |                |              |              |             |             |
| Inscrits       | Inscrits              | Inscrits       | 6 328        | 100,00       | 6 328       | 100,00      |
| Abstention     | Abstention            | Abstention     | 1 764        | 27,88        | 2 129       | 33,64       |
| Votants        | Votants               | Votants        | 4 564        | 72,12        | 4 199       | 66,36       |
| Blancs et nuls | Blancs et nuls        | Blancs et nuls | 235          | 5,15         | 213         | 5,07        |
| Exprimés       | Exprimés              | Exprimés       | 4 329        | 94,85        | 3 986       | 94,93       |

*sortant

### Canton de Lamastre
| Candidats      | Candidats         | Étiquette      | Premier tour | Premier tour |
| Candidats      | Candidats         | Étiquette      | Voix         | %            |
| -------------- | ----------------- | -------------- | ------------ | ------------ |
|                | Henri Laroux*     | DVD            | 1 955        | 51,10        |
|                | Jean-Claude Selze | PS             | 1 263        | 33,01        |
|                | Frederic Delepine | PCF            | 221          | 5,78         |
|                | Christian Giroux  | Verts          | 196          | 5,12         |
|                | Guy Alasseur      | FN             | 191          | 4,99         |
|                |                   |                |              |              |
| Inscrits       | Inscrits          | Inscrits       | 5 323        | 100,00       |
| Abstention     | Abstention        | Abstention     | 1 295        | 24,33        |
| Votants        | Votants           | Votants        | 4 028        | 75,67        |
| Blancs et nuls | Blancs et nuls    | Blancs et nuls | 202          | 5,01         |
| Exprimés       | Exprimés          | Exprimés       | 3 826        | 94,99        |

*sortant

### Canton de Montpezat-sous-Bauzon
| Candidats      | Candidats         | Étiquette      | Premier tour | Premier tour | Second tour | Second tour |
| Candidats      | Candidats         | Étiquette      | Voix         | %            | Voix        | %           |
| -------------- | ----------------- | -------------- | ------------ | ------------ | ----------- | ----------- |
|                | Marcel Gardes*    | RPR            | 582          | 39,56        | 757         | 51,15       |
|                | Louis Teyssier    | PS             | 381          | 25,90        | 723         | 48,85       |
|                | Jean Lavastre     | UDF            | 282          | 19,17        | Retrait     | Retrait     |
|                | Lucienne François | PCF            | 31           | 2,11         |             |             |
|                | Laurent Guinard   | PS             | 55           | 3,74         |             |             |
|                | Andre Gontier     | GE             | 50           | 3,40         |             |             |
|                | Jeanine Avouac    | FN             | 90           | 6,12         |             |             |
|                |                   |                |              |              |             |             |
| Inscrits       | Inscrits          | Inscrits       | 1 918        | 100,00       | 1 918       | 100,00      |
| Abstention     | Abstention        | Abstention     | 404          | 21,06        | 395         | 20,59       |
| Votants        | Votants           | Votants        | 1 514        | 78,94        | 1 523       | 79,41       |
| Blancs et nuls | Blancs et nuls    | Blancs et nuls | 43           | 2,84         | 43          | 2,82        |
| Exprimés       | Exprimés          | Exprimés       | 1 471        | 97,16        | 1 480       | 97,18       |

*sortant

### Canton de Privas
| Candidats      | Candidats          | Étiquette      | Premier tour | Premier tour | Second tour | Second tour |
| Candidats      | Candidats          | Étiquette      | Voix         | %            | Voix        | %           |
| -------------- | ------------------ | -------------- | ------------ | ------------ | ----------- | ----------- |
|                | Amédée Imbert*     | UDF            | 3 732        | 47,04        | 4 131       | 62,25       |
|                | Guy Ramos          | PS             | 1 520        | 19,16        | 2 505       | 37,75       |
|                | Francois Chevalier | PCF            | 981          | 12,37        |             |             |
|                | James Charret      | Verts          | 969          | 12,21        |             |             |
|                | Jean Garel         | FN             | 731          | 9,21         |             |             |
|                |                    |                |              |              |             |             |
| Inscrits       | Inscrits           | Inscrits       | 12 045       | 100,00       | 12 025      | 100,00      |
| Abstention     | Abstention         | Abstention     | 3 667        | 30,44        | 4 800       | 39,92       |
| Votants        | Votants            | Votants        | 8 378        | 69,56        | 7 225       | 60,08       |
| Blancs et nuls | Blancs et nuls     | Blancs et nuls | 445          | 5,31         | 589         | 8,15        |
| Exprimés       | Exprimés           | Exprimés       | 7 933        | 94,69        | 6 636       | 91,85       |

*sortant

### Canton de Saint-Étienne-de-Lugdarès
| Candidats      | Candidats           | Étiquette      | Premier tour | Premier tour |
| Candidats      | Candidats           | Étiquette      | Voix         | %            |
| -------------- | ------------------- | -------------- | ------------ | ------------ |
|                | Marc Champel*       | RPR            | 532          | 77,66        |
|                | Jean Combe          | FN             | 91           | 13,28        |
|                | Jean-Pierre Bardine | PCF            | 62           | 9,05         |
|                |                     |                |              |              |
| Inscrits       | Inscrits            | Inscrits       | 1 031        | 100,00       |
| Abstention     | Abstention          | Abstention     | 273          | 26,48        |
| Votants        | Votants             | Votants        | 758          | 73,52        |
| Blancs et nuls | Blancs et nuls      | Blancs et nuls | 73           | 9,63         |
| Exprimés       | Exprimés            | Exprimés       | 685          | 90,37        |

*sortant

### Canton de Saint-Félicien
| Candidats      | Candidats              | Étiquette      | Premier tour | Premier tour |
| Candidats      | Candidats              | Étiquette      | Voix         | %            |
| -------------- | ---------------------- | -------------- | ------------ | ------------ |
|                | Jean-Pierre Frachisse* | DVD            | 1 232        | 61,20        |
|                | Pierre Jouvencel       | PS             | 497          | 24,69        |
|                | Christian Cordier      | FN             | 150          | 7,45         |
|                | Roger Cheynel          | PCF            | 134          | 6,66         |
|                |                        |                |              |              |
| Inscrits       | Inscrits               | Inscrits       | 3 003        | 100,00       |
| Abstention     | Abstention             | Abstention     | 862          | 28,70        |
| Votants        | Votants                | Votants        | 2 141        | 71,30        |
| Blancs et nuls | Blancs et nuls         | Blancs et nuls | 128          | 5,98         |
| Exprimés       | Exprimés               | Exprimés       | 2 013        | 94,02        |

*sortant

### Canton de Saint-Martin-de-Valamas
| Candidats      | Candidats       | Étiquette      | Premier tour | Premier tour | Second tour | Second tour |
| Candidats      | Candidats       | Étiquette      | Voix         | %            | Voix        | %           |
| -------------- | --------------- | -------------- | ------------ | ------------ | ----------- | ----------- |
|                | Bernard Cuoq    | DVD            | 1 050        | 45,75        | 1 256       | 100,00      |
|                | Georges Legros  | DVD            | 913          | 39,78        | Retrait     | Retrait     |
|                | Bruno Fargier   | PCF            | 147          | 6,41         |             |             |
|                | Jacques Julien  | Verts          | 126          | 5,49         |             |             |
|                | Henri Chevalier | FN             | 59           | 2,57         |             |             |
|                |                 |                |              |              |             |             |
| Inscrits       | Inscrits        | Inscrits       | 3 097        | 100,00       | 3 102       | 100,00      |
| Abstention     | Abstention      | Abstention     | 704          | 22,73        | 1 406       | 45,33       |
| Votants        | Votants         | Votants        | 2 393        | 77,27        | 1 696       | 54,67       |
| Blancs et nuls | Blancs et nuls  | Blancs et nuls | 98           | 4,10         | 440         | 25,94       |
| Exprimés       | Exprimés        | Exprimés       | 2 295        | 95,90        | 1 256       | 74,06       |

### Canton de Saint-Pierreville
| Candidats      | Candidats           | Étiquette      | Premier tour | Premier tour | Second tour | Second tour |
| Candidats      | Candidats           | Étiquette      | Voix         | %            | Voix        | %           |
| -------------- | ------------------- | -------------- | ------------ | ------------ | ----------- | ----------- |
|                | Jean-Louis Chirouze | RPR            | 657          | 29,01        | 758         | 33,03       |
|                | Michel Valla        | RPR            | 631          | 27,86        | 1 007       | 43,88       |
|                | Alain Jourdan       | PS             | 401          | 17,70        | 530         | 23,09       |
|                | Marcellin Dumas     | PCF            | 272          | 12,01        |             |             |
|                | Gilbert Roche       | PCF            | 150          | 6,62         |             |             |
|                | Gerard Demarest     | GE             | 110          | 4,86         |             |             |
|                | Blandine Gerbault   | FN             | 44           | 1,94         |             |             |
|                |                     |                |              |              |             |             |
| Inscrits       | Inscrits            | Inscrits       | 3 018        | 100,00       | 3 018       | 100,00      |
| Abstention     | Abstention          | Abstention     | 657          | 21,77        | 587         | 19,45       |
| Votants        | Votants             | Votants        | 2 361        | 78,23        | 2 431       | 80,55       |
| Blancs et nuls | Blancs et nuls      | Blancs et nuls | 96           | 4,07         | 136         | 5,59        |
| Exprimés       | Exprimés            | Exprimés       | 2 265        | 95,93        | 2 295       | 94,41       |

### Canton de Valgorge
| Candidats      | Candidats            | Étiquette      | Premier tour | Premier tour | Second tour | Second tour |
| Candidats      | Candidats            | Étiquette      | Voix         | %            | Voix        | %           |
| -------------- | -------------------- | -------------- | ------------ | ------------ | ----------- | ----------- |
|                | Bernard Bonin        | PS             | 204          | 31,24        | 399         | 66,28       |
|                | Guy Berdaguer        | DVD            | 132          | 20,21        | Retrait     | Retrait     |
|                | Didier Malcles       | DVD            | 121          | 18,53        | 203         | 33,72       |
|                | Pierre Mellet        | PS             | 116          | 17,76        | Retrait     | Retrait     |
|                | Jean-Marie Almeras   | DVD            | 31           | 4,75         |             |             |
|                | Yves Vincent         | PCF            | 26           | 3,98         |             |             |
|                | Marie-Josée Castaldi | PS             | 8            | 1,23         |             |             |
|                | Edouard Sowa         | FN             | 9            | 1,38         |             |             |
|                | Bernard Egal         | Verts          | 6            | 0,92         |             |             |
|                |                      |                |              |              |             |             |
| Inscrits       | Inscrits             | Inscrits       | 848          | 100,00       | 847         | 100,00      |
| Abstention     | Abstention           | Abstention     | 185          | 21,82        | 178         | 21,02       |
| Votants        | Votants              | Votants        | 663          | 78,18        | 669         | 78,98       |
| Blancs et nuls | Blancs et nuls       | Blancs et nuls | 10           | 1,51         | 67          | 10,01       |
| Exprimés       | Exprimés             | Exprimés       | 653          | 98,49        | 602         | 89,99       |

### Canton des Vans
| Candidats      | Candidats          | Étiquette      | Premier tour | Premier tour |
| Candidats      | Candidats          | Étiquette      | Voix         | %            |
| -------------- | ------------------ | -------------- | ------------ | ------------ |
|                | Jean-Marie Roux*   | RPR            | 2 465        | 56,94        |
|                | Christian Garnier  | PCF            | 515          | 11,90        |
|                | Alain Joffre       | Verts          | 514          | 11,87        |
|                | Michel Appourchaux | PS             | 473          | 10,93        |
|                | Jacques Reboul     | FN             | 362          | 8,36         |
|                |                    |                |              |              |
| Inscrits       | Inscrits           | Inscrits       | 6 284        | 100,00       |
| Abstention     | Abstention         | Abstention     | 1 731        | 27,55        |
| Votants        | Votants            | Votants        | 4 553        | 72,45        |
| Blancs et nuls | Blancs et nuls     | Blancs et nuls | 224          | 4,92         |
| Exprimés       | Exprimés           | Exprimés       | 4 329        | 95,08        |

*sortant

### Canton de Viviers
| Candidats      | Candidats       | Étiquette      | Premier tour | Premier tour | Second tour | Second tour |
| Candidats      | Candidats       | Étiquette      | Voix         | %            | Voix        | %           |
| -------------- | --------------- | -------------- | ------------ | ------------ | ----------- | ----------- |
|                | Christian Lavis | DVD            | 1 983        | 30,24        | 3 400       | 57,27       |
|                | Robert Chapuis  | PS             | 1 827        | 27,86        | 2 537       | 42,73       |
|                | Germaine Roche  | DVD            | 1 078        | 16,44        | Retrait     | Retrait     |
|                | Marcel Bouvier  | FN             | 870          | 13,27        |             |             |
|                | Annie Gravil    | PCF            | 800          | 12,20        |             |             |
|                |                 |                |              |              |             |             |
| Inscrits       | Inscrits        | Inscrits       | 9 322        | 100,00       | 9 322       | 100,00      |
| Abstention     | Abstention      | Abstention     | 2 387        | 25,61        | 2 820       | 30,25       |
| Votants        | Votants         | Votants        | 6 935        | 74,39        | 6 502       | 69,75       |
| Blancs et nuls | Blancs et nuls  | Blancs et nuls | 377          | 5,44         | 565         | 8,69        |
| Exprimés       | Exprimés        | Exprimés       | 6 558        | 94,56        | 5 937       | 91,31       |

### Canton de La Voulte-sur-Rhône
| Candidats      | Candidats         | Étiquette      | Premier tour | Premier tour | Second tour | Second tour |
| Candidats      | Candidats         | Étiquette      | Voix         | %            | Voix        | %           |
| -------------- | ----------------- | -------------- | ------------ | ------------ | ----------- | ----------- |
|                | Bernard Berger    | RPR            | 1 980        | 32,31        | 3 036       | 53,71       |
|                | Claude Laréal*    | PS             | 1 946        | 31,76        | 2 617       | 46,29       |
|                | Thierry Abrial    | Verts          | 787          | 12,84        |             |             |
|                | Jean Lafosse      | PCF            | 715          | 11,67        |             |             |
|                | Simone Fourdachon | FN             | 700          | 11,42        |             |             |
|                |                   |                |              |              |             |             |
| Inscrits       | Inscrits          | Inscrits       | 9 339        | 100,00       | 9 339       | 100,00      |
| Abstention     | Abstention        | Abstention     | 2 790        | 29,87        | 3 248       | 34,78       |
| Votants        | Votants           | Votants        | 6 549        | 70,13        | 6 091       | 65,22       |
| Blancs et nuls | Blancs et nuls    | Blancs et nuls | 421          | 6,43         | 438         | 7,19        |
| Exprimés       | Exprimés          | Exprimés       | 6 128        | 93,57        | 5 653       | 92,81       |

*sortant